# Primera Batalla de Châtillon (1793)
 La batalla de Châtillon va tenir lloc durant la guerra de Vendée a Châtillon-sur-Sèvre, el 5 de juliol de 1793.

## Preludi
El general François-Joseph Westermann havia aconseguit arribar al cor de la Vendée, Châtillon, la capital dels Vendéans havia estat presa. El gruix de l'exèrcit reial i catòlic havia estat expulsat de nou a la batalla de Nantes i el general en cap Jacques Cathelineau havia estat greument ferit. No obstant això, els Vendéans van haver de reaccionar davant l'amenaça d'aquesta incursió, Charles de Bonchamps, Jean-Nicolas Stofflet i Gaspard de Bernard de Marigny van convocar les tropes a Cholet. El matí del 5 de juliol es van unir a Henri de La Rochejaquelein i Louis Marie de Lescure davant de Châtillon.

## Batalla
A les deu del matí, el canó Marie-Jeanne va donar el senyal del combat. Després de progressar en silenci, una primera columna de la Vendée dirigida per Bonchamps, Lescure i La Rochejaquelein va atacar els republicans a l'altiplà occidental de Château-Gaillard. Completament sorpresos i espantats per les clamors i el nombre dels seus enemics, els republicans fugiren i baixaren amb gran desordre per les fortes pendents de l'altiplà. En tornar a caure sobre Châtillon, van caure sobre la segona columna de la Vendée comandada per Stofflet i Marigny; els combats es van estendre ràpidament a l'interior mateix de la ciutat. El general Westermann ni tan sols va tenir temps d'organitzar les seves tropes, va muntar el seu cavall, va tornar a formar part de la seva cavalleria i va fugir en direcció a Bressuire.

## Matances de presoners a Châtillon
Diversos soldats republicans es van rendir però els focs que havien comès havien emborratxat els venedors amb venjança, i diversos van ser massacrats. Alguns oficials com Marigny, que va matar desenes de presoners amb les seves pròpies mans, fins i tot van animar les massacres, altres com Lescure van intentar aturar-los i es van poder salvar diversos milers de presoners.
| « | <"El senyor de Lescure havia enviat diversos centenars de presoners a Chatillon; li van dir que havien estat massacrats a la porta de la presó; els generals que els dirigien i volien salvar-los, foren posats a les galtes i obligats a abandonar-los a la fúria del senyor de Marigny i dels soldats que, com ell, havien perdut el cap. La persecució estava a punt d'acabar, el senyor de Lescure va decidir recuperar-se uns setanta Bleus que havia pres; aquests desgraciats duien el seu cavall i s'aferraven a la seva roba; va arribar a la presó, cap soldat no gosava dir-li res, perquè era infinitament respectat. El senyor de Marigny, tot cobert amb la sang de setanta-cinc voluntaris que havia matat amb la seva pròpia mà, amb espases, li va cridar: "Retira't, deixa'm matar aquests monstres que han cremat el teu castell". M. de Lescure li va dir que es retirés i que defensaria els seus presoners, si calia; va afegir: "Marigny, ets massa cruel, moriràs per l'espasa". Aleshores, el senyor de Marigny va marxar i es van salvar els blaus, amb tots aquells que van ser portats de totes bandes.> | » |

- Victòria de Donnissan de La Rochejaquelein, Memòries.

## Conseqüències
De més de 6.000 homes, 2.000 soldats republicans havien estat assassinats en acció o massacrats, 4.000 altres havien estat fets presoners i tota l'artilleria s'havia perdut. Només Westermann amb 500 genets havia pogut escapar, però va ser assetjat pels grups de Vendée fins a Parthenay, on només va poder recuperar 300 homes.
L'expedició de Westermann, que havia començat molt bé, va acabar en un desastre. Westermann va ser retirat a París per ordre de la Convenció, que el va enviar de nou a Niort on va comparèixer davant un consell de guerra. Va topar contra la guillotina però finalment va ser absolt.

## La pèrdua
En el seu informe, Westermann va dir que només havia perdut 200 morts i 1.000 ferits. Els vendeans van estimar les pèrdues republicanes en 2.000 morts, morts en acció o executats després de la batalla i 4.000 presoners. Victòria de Donnissan de La Rochejaquelein va escriure que Gaspard de Bernard de Marigny va matar 75 presos per la seva pròpia mà. Segons Gabory, Westermann va reduir les seves pèrdues en el seu informe. Alguns informes específics donen una idea general de les pèrdues, per la qual cosa segons Friedricht, tinent coronel del 14è batalló d'Orleans, dels 469 homes del seu batalló només 17 van escapar, inclosos 13 ferits. A més, 45 ciutadans de la comuna de Gourgé s'havien unit a l'exèrcit de Westermann, cap d'ells va tornar; 8 van morir i 37 van ser presoners.

## Cites i fonts
1. ↑  Smith 1998, p. 48
2. ↑  [enllaç sense format] http://www.archinoe.net/v2/ad85/visualiseur/serie.html?vue=1&type=100
3. ↑  Jacques Hussenet (dir.), «Détruisez la Vendée!» Regards croisés sur les victimes et destructions de la guerre de Vendée, La Roche-sur-Yon, Centre vendéen de recherches historiques, 2007, p.517.

- Étienne Aubrée, Le général de Lescure, librairie académique Perrin, 1936, p.38-39. D'après le premier manuscrit de Victoire de Donnissan de La Rochejaquelein